# Кердылевщина
Кердылевщина (укр. Кердилівщина) — село,
Ворожбянский сельский совет,
Лебединский район,
Сумская область,
Украина.
Код КОАТУУ — 5922982405. Население по переписи 2001 года составляло 66 человек .

## Географическое положение
Село Кердылевщина находится на правом берегу реки Псёл,
выше по течению на расстоянии в 3 км расположено село Ворожба,
на противоположном берегу — село Староново.

## Экономика
- Молочно-товарная ферма.